# Valkonya
Valkonya község Zala vármegyében, a Letenyei járásban, a Zalai-dombságban, az Egerszeg–Letenyei-dombság területén.

## Fekvése
Valkonya egy kis zsáktelepülés Nagykanizsától légvonalban 14 kilométerre nyugat-északnyugat irányban. Közúton csak Becsehely felől érhető el, a 7536-os útból kiágazó 75 136-os úton. Lankás domboldalakkal körülvett völgyben fekszik festői környezetben.

## Története
Valkonya neve a szláv Volkona személynévből alakult, amely a régebbi Vlkonja – vlk szóból ered, jelentése farkas. Első említése 1019-ből származik, amikor egy okirat a zalavári apátság dézsmafizetési helyeként említi. Falunévként először Wolkuna írásmóddal szerepel egy 1288-as adásvételi okmányban. A néphagyomány szerint a település közelében Fehérkulcsosvár néven egy erődítmény is állt, amelyet vizesárokkal vettek körül. A török elleni háborúban azonban a település elpusztult, és csak 1694-ben kezdett el újra benépesülni. Majd lassú fejlődés következett be a falu életébe, 1970-ig fokozatosan nőtt a lakosok száma. 1770-ben 159 fő, 1786-ban 225 fő lakott a faluban. 1923-ban kápolnát, 1927-ben új iskolát is építettek. 1970-től aszfaltúton is megközelíthető a település, rá egy évre már autóbusszal is elérhető vált. A község fejlődését a munkanélküliség, az elszigeteltség erősen korlátozza.
Az utóbbi időben a falusi turizmus virágzik. Az érintetlen környezet, a gyönyörű táj, és az igazi falusi nyugalom egyre több turistát vonz. A települést érinti a Dél-Dunántúli Kéktúra.

## Közélete

### Polgármesterei
- 1990–1994: Rejtélyiné Nagy Gabriella (független)[3]
- 1994–1998: Rejtélyné Nagy Gabriella (független)[4]
- 1998–2002: Rejtélyiné Nagy Gabriella (független)[5]
- 2002–2006: Rejtélyiné Nagy Gabriella (független)[6]
- 2006–2010: Rejtélyiné Nagy Gabriella Erzsébet (független)[7]
- 2010–2014: Rejtélyiné Nagy Gabriella Erzsébet (független)[8]
- 2015–2019: Hatala Gábor (független)[9]
- 2019–2024: Hatala Gábor (független)[10]
- 2024– : Kiss Endre (független)[1]

A 2014 előtti polgármester asszonynevének pontos írásmódja egyelőre nem tisztázott, hivatalos forrásból (a valasztas.hu oldalról) származik az 1994-es, i betű nélküli alak és a többi választási év i betűs változata is. Feltehetőleg az utóbbi a helyes és az 1994-es adat elírás, de ez csak valószínűsítés.
A településen a 2014. október 12-én lebonyolított önkormányzati választáson nem lehetett polgármester-választást tartani, mert a tisztségért egyetlen lakos sem jelöltette magát. Az emiatt szükségessé vált időközi választást 2015. január 18-án tartották meg, két jelölt részvételével, akik között négy szavazatnyi különbség döntött a győztes javára (a korábbi polgármester nem indult a választáson).

## Népesség
A település népességének változása:
| Lakosok száma | 55   | 55   | 58   | 61   | 54   | 50   | 57   |
|               | 2013 | 2014 | 2015 | 2021 | 2022 | 2023 | 2024 |

A 2011-es népszámlálás idején a nemzetiségi megoszlás a következő volt: magyar 91,5%. A lakosok 66%-a római katolikusnak, 7% felekezeten kívülinek vallotta magát (23,2% nem nyilatkozott).
2022-ben a lakosság 87%-a vallotta magát magyarnak, 3,7% románnak, 1,9% egyéb, nem hazai nemzetiségűnek (11,1% nem nyilatkozott; a kettős identitások miatt a végösszeg nagyobb lehet 100%-nál). Vallásuk szerint 20,4% volt római katolikus, 1,9% református, 1,9% görög katolikus, 16,7% felekezeten kívüli (59,3% nem válaszolt).

## Nevezetességei
- 1923-ban épült kápolna, mellette világháborús emlékhely

## Külső hivatkozások
- Valkonya az utazom.com honlapján